# اچ‌ام‌اس وتران (دی۷۲)
اچ‌ام‌اس وتران (دی۷۲) (به انگلیسی: HMS Veteran (D72)) یک زیردریایی بود. این زیردریایی در سال ۱۹۱۹ ساخته شد.